# Oblężenie Saïo
Oblężenie Saïo lub bitwa o Saïo – starcie zbrojne stoczone podczas kampanii wschodnioafrykańskiej II wojny światowej. Wojska belgijsko-kongijskie, siły Brytyjskiej Wspólnoty Narodów i miejscowi bojownicy etiopskiego ruchu oporu oblegali fort w górskim mieście Saïo w południowo-zachodniej Etiopii w 1941 roku. Oblężenie trwało kilka miesięcy, a jego kulminacją był atak aliantów na włoski garnizon, zakończony jego kapitulacją.
W pierwszych miesiącach 1941 roku brytyjskie i belgijskie siły kolonialne wkroczyły na terytorium Włoskiej Afryki Wschodniej, w tym okupowanej przez Włochów Etiopii, z Sudanu Anglo-Egipskiego. Pod koniec marca alianci zajęli miasto Gambela i próbowali zatrzymać wycofujące się siły włoskie, które gromadziły się na płaskowyżu w górskim mieście Saïo (obecnie Dembidolo) pod dowództwem gen. Carlo De Simone, a później gen. Pietro Gazzery. W następnym miesiącu siły brytyjskie wycofały się, a Belgowie ruszyli drogą do Saïo. Włosi odepchnęli ich i zostali zmuszeni do utrzymania pozycji wzdłuż pobliskiego potoku. W maju prawie zaprzestano walk, ponieważ ulewny deszcz sprawił, że Belgowie ugrzęźli w miejscu i zamienił ich linie zaopatrzeniowe z Sudanu w błotne rzeki, powodując niedobór wszelkich zapasów, włącznie z żywnością. Na początku czerwca przez rzekę przybyły posiłki, a Belgowie otoczyli włoską bazę zaopatrzeniową w Mogi. Agresywne działania patrolowe wsparte aktywnością etiopskiego ruchu oporu i nalotami południowoafrykańskich sił powietrznych wywarły zwiększoną presję na włoski garnizon.
Pod koniec miesiąca gen. Auguste Gilliaert objął dowództwo nad siłami belgijskimi. Brytyjczycy poinstruowali go, by zaatakował, gdy tylko nadarzy się okazja. 3 lipca zaatakował bazę Saïo, a po południu Gazzera poprosił o zakończenie walk. 6 lipca Belgowie formalnie przyjęli kapitulację Gazzery, ośmiu jego generałów i ponad 6000 włoskich żołnierzy. 

## Tło sytuacyjne

### Africa Orientale Italiana
9 maja 1936 roku włoski dyktator Benito Mussolini ogłosił powstanie Africa Orientale Italiana (AOI, Włoska Afryka Wschodnia), utworzonej z terytorium Etiopii (podbitej po zwycięstwie Włoch w II wojnie włosko-etiopskiej) oraz istniejące już włoskie kolonie w Erytrei i Somalii. 10 czerwca 1940 roku Mussolini wypowiedział wojnę Wielkiej Brytanii i Francji, co spowodowało, że włoskie siły zbrojne w Libii stały się zagrożeniem dla Egiptu, a Włoska Afryka Wschodnia dla kolonii brytyjskich i francuskich w Afryce Wschodniej. Włoska obecność zamknęła również Morze Śródziemne dla alianckich statków handlowych i zagrożonych brytyjskich szlaków zaopatrzeniowych wzdłuż wybrzeża Afryki Wschodniej, Zatoki Adeńskiej, Morza Czerwonego i Kanału Sueskiego. Egipt, Kanał Sueski, Somali Francuskie i Brytyjskie były również podatne na ataki wyprowadzone z Włoskiej Afryki Wschodniej. Jednakże plany przezbrojenia włoskich sił zbrojnych miały zostać ukończone dopiero w 1942 roku; w 1940 roku Włochy nie były gotowe do działań zbrojnych przeciwko nieprzyjacielowi dysponującemu porównywalnymi siłami.

## Preludium

### Regio Esercito
Książę Amedeo d’Aosta został mianowany wicekrólem i generalnym gubernatorem Włoskiej Afryki Wschodniej z siedzibą w Addis Abebie, stolicy Etiopii, w listopadzie 1937 roku. 1 czerwca 1940 roku, jako naczelny dowódca Comando Forze Armate dell'Africa Orientale Italiana (Dowództwo Włoskich Sił Zbrojnych Afryki Wschodniej) i Generale d'Armata Aerea (generał sił powietrznych), książę Aosty miał około 290 476 żołnierzy armii, marynarki wojennej i sił powietrznych, zarówno etnicznych Włochów, jak i żołnierzy kolonialnych. Do 1 sierpnia mobilizacja we Włoskiej Afryce Wschodniej zwiększyła tę liczbę do 371 053 żołnierzy. 10 czerwca Regio Esercito (Włoska Armia Królewska) została zorganizowana w czterech dowództwach, z siłami zbrojnymi w Etiopii dowodzonymi przez gen. Pietro Gazzerę.
Książę Aosty miał pod swoimi rozkazami 40 Dywizję Piechoty „Cacciatori d'Africa” i 65 Dywizję Piechoty ”Granatieri di Savoia” z Włoch, batalion Alpini (elitarnych oddziałów górskich), batalion piechoty zmotoryzowanej Bersaglieri, kilka batalionów Czarnych Koszul i szereg mniejszych jednostek; około 70 proc. żołnierzy włoskich było rekrutowanych spośród miejscowych Askarysów. Regularne bataliony erytrejskie i Regio Corpo Truppe Coloniali (RCTC, Królewski Korpus Wojsk Kolonialnych) były jednymi z najlepszych włoskich jednostek we Włoskiej Afryce Wschodniej i obejmowały erytrejską kawalerię Penne di Falco.

### Brytyjskie plany
W sierpniu 1939 roku gen. Archibald Wavell potajemnie nakazał podsycić bunt w prowincji Godżam w zachodniej Etiopii, którego Włochom nigdy nie udało się całkowicie stłumić po zakończeniu II wojny włosko-etiopskiej w maju 1936 roku. We wrześniu płk Daniel Sandford przybył do Afryki, aby zarządzać tym projektem, ale do czasu wypowiedzenia wojny przez Włochy spisek powstrzymywała brytyjska polityka ustępstw, mająca na celu uniknięcie jednoczesnej wojny z Niemcami i Włochami. W celu koordynowania działań Arbegnoch (etiopskiego ruchu oporu) została utworzona Misja 101. W czerwcu 1940 roku cesarz Hajle Selassie przybył do Egiptu, a w lipcu udał się do Sudanu, aby spotkać się z gen. Wiliamem Plattem i omówić plany wyzwolenia Etiopii, pomimo zastrzeżeń Platta. W lipcu Brytyjczycy uznali Selassiego za prawowitego władcę Etiopii, a w sierpniu Misja 101 przeniknęła do prowincji Godżam, aby przeprowadzić rozpoznanie. Sandford zażądał, aby trasy dostaw do obszaru na północ od jeziora Tana zostały ustanowione przed zakończeniem opadów i aby Selassie powrócił w październiku jako katalizator powstania. Przejęcie kontroli nad Godżam wymagało odizolowania włoskich garnizonów wzdłuż głównej drogi z Bahrdar Giorgis na południe od jeziora Tana do Dangili, Debra Markos i Addis Abeby, aby zapobiec koncentracji ich sił przeciwko partyzantom. W październiku przybyły włoskie posiłki i wzmogły działania patrolowe, podczas gdy spory pomiędzy lokalnymi przywódcami plemiennymi były godzone przez mediację Sandforda.
Do Batalionu Pogranicza Sudańskich Sił Obronnych (SDF, Sudan Defence Force), utworzonego w maju 1940 roku, dołączyły w Chartumie dwa bataliony etiopskie i cztery erytrejskie, zebrane z ochotników emigracyjnych w Kenii. Centra operacyjne składające się z jednego oficera, pięciu podoficerów i kilku wybranych Etiopczyków zostały utworzone i przeszkolone w walce partyzanckiej, aby zapewnić kadry dowódcze, a 1 milion funtów zarezerwowano na finansowanie ich operacji. Mjr Orde Wingate został wysłany do Chartumu z asystentem, aby dołączyć do kwatery głównej SDF. 20 listopada Wingate poleciał do Sakhali na spotkanie z Sandfordem, a samoloty Royal Air Force (Królewskie Siły Powietrzne, RAF) zdołały zbombardować Dangilę, zrzucić ulotki propagandowe i zaopatrzyć Misję 101, co podniosło morale Etiopczyków, ponieważ wielu z nich ucierpiało z powodu działań włoskiego lotnictwa w czasie II wojny włosko-etiopskiej. Misja 101 zdołała przekonać partyzantów na północ od jeziora Tana do zorganizowania kilku zasadzek na drodze Metemma–Gondar, dzięki którym włoski garnizon w Wolkaicie został wycofany w lutym 1941 roku.

### Plany belgijskie

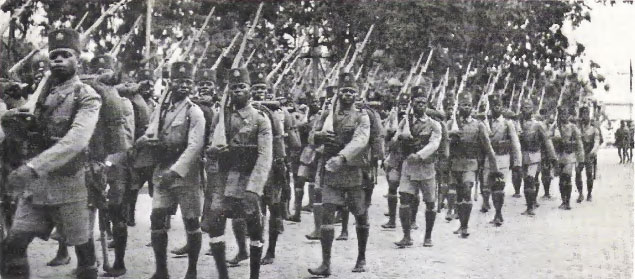
Żołnierze „Force Publique” opuszczający Kongo w drodze do Włoskiej Afryki Wschodniej

Po zakończeniu kampanii belgijskiej w maju 1940 roku jedyną jednolitą siłą zbrojną pod dowództwem belgijskim pozostała „Force Publique” (czyli armia kolonialna) Konga Belgijskiego w Afryce Środkowej. W ten sposób stanowiła ona większość utworzonych po klęsce Belgii Wolnych Sił Belgijskich. Składała się z 15 000 kongijskich szeregowców i belgijskich oficerów, była dobrze wyposażona, zdyscyplinowana, a przy tym rozproszona po całej kolonii. Przez cały rok od rozpoczęcia wojny w Afryce normalne obowiązki „Force Publique” były uważane za zbyt ważne, aby można było przesunąć jednostkę do jakichkolwiek operacji ofensywnych. Alianci byli niepewni co do zamiarów Niemiec wobec portugalskiej Angoli, sąsiada Konga na południu, oraz zakresu wpływów reżimu Vichy we Francuskiej Afryce Równikowej na północy. Belgijscy żołnierze „Force Publique” stawali się coraz bardziej niecierpliwi z powodu domniemanej bezczynności administracji kolonialnej, a garnizon w Stanleyville zbuntował się w proteście przeciwko dotychczasowej polityce kolonii. Generalny gubernator Pierre Ryckmans został zmuszony do wysłania starszego członka swojego sztabu, aby uspokoił żołnierzy i wyjaśnił znaczenie gospodarczego wkładu Konga w wojnę.

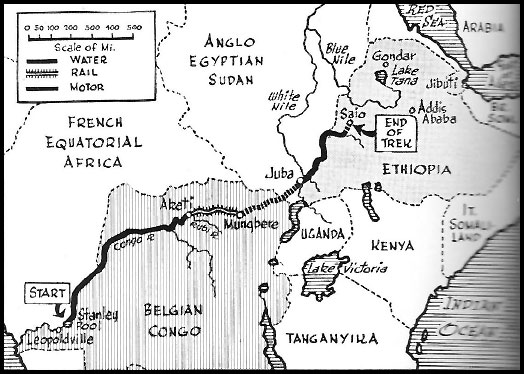
Mapa wyprawy belgijsko-kongijskiej do Etiopii

W międzyczasie Ryckmans i gen. por. Paul Ermens omawiali możliwość wysłania wojsk belgijskich do Włoskiej Afryki Wschodniej z misjami wojskowymi Południowej Afryki i Wielkiej Brytanii w Léopoldville. Z takim przedsięwzięciem wiązały się dwa problemy: terytorium Włoch było oddalone o tysiące kilometrów, a Belgia nie była w stanie wojny z Włochami. Rząd Belgii na uchodźstwie obawiał się wypowiedzenia wojny krajowi, którego rodzina królewska miała powiązania dynastyczne z własnym dworem, choć postawa ta zmieniła się, gdy włoskie samoloty stacjonujące w okupowanej Belgii zaatakowały Wielką Brytanię i kiedy włoski okręt podwodny zatopił belgijski statek handlowy. Wypowiedzenie wojny zostało ostatecznie wydane 23 listopada 1940 roku. Dwa dni później Ryckmans ogłosił stan wojny pomiędzy Włochami a Kongiem.
Siły Wolnych Francuzów umocniły swoją kontrolę nad Afryką Równikową w kampanii o Gabon, a większe zaangażowanie Niemiec w kampanię bałkańską sprawiło, że ryzyko interwencji w koloniach portugalskich było znikome. Sztab „Force Publique” i rząd belgijski postanowili wobec tego zorganizować wyprawę wojenną do Włoskiej Afryki Wschodniej. Plany były uzgodnione z Brytyjczykami i w lutym 1941 roku, po dłuższym okresie przygotowań, pierwsza grupa 8000 żołnierzy i tragarzy wyruszyła z Konga do Etiopii. Zaczynając w Stanley Pool, przeprowadzili kilkanaście 10-tonowych barek i holownik w górę rzeki Kongo do Aketi. Siły ekspedycyjne poruszały się najpierw linią Vicicongo (kolejką wąskotorową) z Aketi do Mungbere, a następnie ciężarówkami do Dżuby w Sudanie, skąd dotarły do Białego Nilu. Po pięciu dniach podróży pierwszy batalion belgijsko-kongijski dotarł do Malakali i pomaszerował do granicznego miasta Kurmuk, zanim wkroczył do Etiopii.

### Kampania wschodnioafrykańska

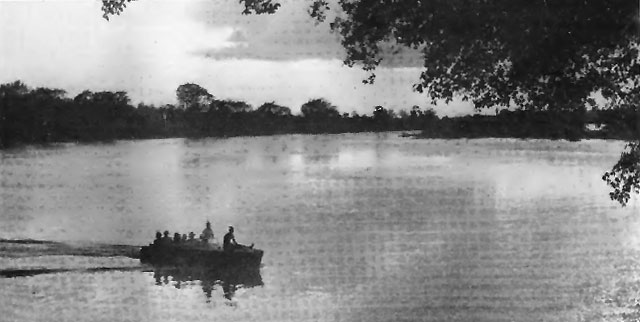
Siły belgijsko-kongijskie przekraczające rzekę Baro w pobliżu Gambeli

Po wypowiedzeniu wojny Francji i Wielkiej Brytanii przez Włochy 10 czerwca 1940 roku rozpoczęła się kampania wschodnioafrykańska, a siły zbrojne Imperium Brytyjskiego starły się z oddziałami Dowództwa Włoskich Sił Zbrojnych Afryki Wschodniej (Comando Forze Armate dell'Africa Orientale) we Włoskiej Afryce Wschodniej. Po serii działań granicznych w 1940 roku brytyjskie siły kolonialne z Sudanu najechały na terytorium włoskie i ostatecznie uformowały występ wokół rzeki Baro. W marcu 1941 roku wojska włoskie zaczęły wycofywać się z występu pod coraz większą presją nieprzyjaciela. 8 marca pierwszy batalion belgijsko-kongijskich sił ekspedycyjnych przemaszerował z Kurmuku w kierunku zajmowanego przez Włochów miasta Asosa.
Siły ekspedycyjne zaatakowały trzy dni później w połączeniu z oddziałami Królewskich Strzelców Afrykańskich (KAR, King's Afircan Rifels), zmuszając garnizon do odwrotu do Gidami. Następnie Belgowie i Kongijczycy zaczęli atakować miasto Gambela bezpośrednio z zachodu, podczas gdy dwie kompanie 2/6 Pułku Królewskich Strzelców Afrykańskich pod dowództwem kapitana J.W.E Mackenziego zostały wysłane, aby otoczyć je i odciąć połączenie z włoską kwaterą główną w Saïo pod dowództwo gen. Carlo De Simone. Belgowie obawiali się, że Włosi mogą podjąć próbę ofensywy na słabo bronionej granicy sudańskiej; a zajmując Gambelę mogli zmusić siły Gazzery w zachodniej Etiopii do zajęcia pozycji obronnych. 22 marca kompanie Królewskich Strzelców Afrykańskich zaatakowały, ale wycofały się na południe, gdy planowany atak belgijski nie doszedł do skutku. Mimo to Włosi byli zaskoczeni manewrem flankującym i wycofali się do Saïo.

## Oblężenie
25 marca batalion belgijsko-kongijski i dwie kompanie 2/6 Pułku Królewskich Strzelców Afrykańskich zajęły Gambelę. Tysiąc Belgów i Kongijczyków wyczerpanych podróżą z Konga, cierpiący na czerwonkę i brak artylerii, nie mogło podjąć dalszych działań ofensywnych. Zamiast tego podjęli oni kroki, aby związać walką siły włoskie wokół Saïo od zachodu, podczas gdy wojska brytyjskie pod dowództwem gen. Cunninghama prowadziły operacje w Somalii i wschodniej Etiopii. Pozycjom włoskim zagrozili również etiopscy partyzanci. W kwietniu siły włoskie spaliły trawy wzdłuż płaskowyżu Saïo, aby zapewnić sobie niezakłócone pole ostrzału. W tym samym miesiącu oddziały Królewskich Strzelców Afrykańskich zostały wycofane nad rzekę Dabus, aby połączyć się z resztą ich jednostki w celu izolowania włoskiego garnizonu w Mendi.

### Akcje w Bortai

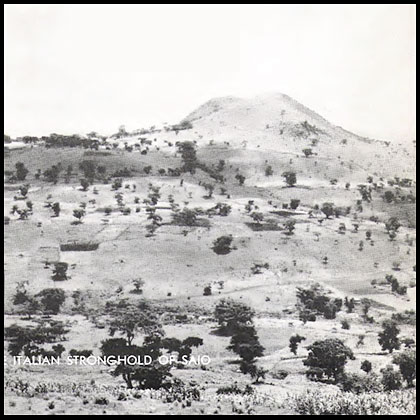
Góra Saïo, okupowana przez Włochów

Włosi zaminowali 64-kilometrową drogę Saïo–Gambela, która prowadziła przez płaskowyż Saïo ok. 1200 m nad okolicznym terenem. Belgowie zaczęli powoli posuwać się naprzód, ale napotkali Włochów na potoku Bortai, który biegł prostopadle do drogi. Belgów wzmocniło przybycie kompanii moździerzy Stokesa i kolejnego batalionu. Ich siły liczące w sumie 1600 żołnierzy i 600 niewalczących tragarzy były zbyt małe, aby zająć płaskowyż. Ponieważ Włosi otrzymywali posiłki wycofujące się ze wschodu, Belgowie postanowili za wszelką cenę utrzymać inicjatywę, aby ukryć przed wrogiem swoją niewielką liczebność.
Przed zaplanowaną ofensywą przez trzy dni pogoda była zimna i deszczowa. 15 kwietnia ppłk Edmond van der Meersch poprowadził atak przez potok. Belgijski porucznik prowadzący zwiad na ziemi niczyjej został zaatakowany i zabity. Belgijski sierżant przez chwilę trzymał na muszce trzech włoskich oficerów, ale opuścił broń, gdy ci przekonali go, że są Anglikami, podczas gdy Belg myślał, że Pułk Królewskich Strzelców Afrykańskich mógł wysłać w ten rejon swoją grupę łącznikową. Następnie został zastrzelony przez ukrytych w buszu snajperów. Doszło do gwałtownej walki, w której zginęło czterech żołnierzy kongijskich, a także trzech Włochów i około 40 Erytrejczyków walczących po stronie włoskiej; około 70 Askarysów zostało rannych.
Podczas impasu Belgowie analizowali taktykę Włochów; umieszczali oni pary snajperów i obserwatorów artyleryjskich na drzewach strzeżonych na ziemi przez oddziały piechoty. Belgijskie patrole zwykle unikały ich ostrzału artyleryjskiego, choć trwał on nawet do godziny po ich wycofaniu się. 21 kwietnia Włosi rozpoczęli duży kontratak. Po dwugodzinnym bombardowaniu oddziały erytrejskie uzbrojone w broń automatyczną i granaty ręczne oraz osłaniane przez oromijskich snajperów przebiły się na lewej i prawej flance Belgów. Gdy batalion Van der Meercha wziął na siebie ciężar ataku, reszta sił belgijskich wycofała się za parę wzgórz, które zasłaniały ich przed włoskimi obserwatorami, a następnie je zajęli.

### Belgijskie trudności zaopatrzeniowe

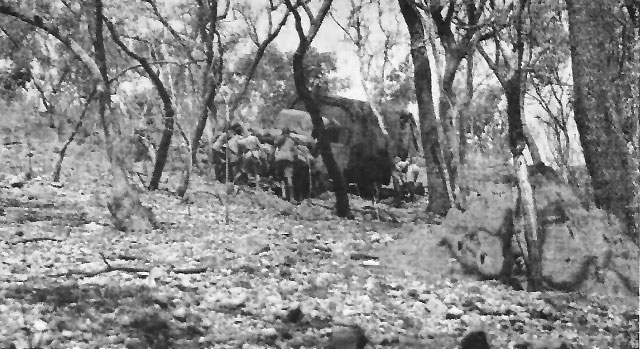
Kongijczycy w trackie przeprawy ciężarówką po nierównym terenie w Etiopii

Do maja liczba belgijskich żołnierzy wzrosła do 2500 ludzi pod dowództwem ppłk. Leopolda Dronkers-Martensa. Rozpoczęła się pora deszczowa, zamieniając główną drogę z Sudanu w błotną drogę, co odcięło łączność i dostawy. Jednocześnie rzeki Baro i Sobat miały nadal zbyt mało wody, aby pozwolić na przepłynięcie barek zaopatrzeniowych z Białego Nilu, a pobliskie lotnisko w Gambeli było zbyt małe, aby mogły na nim wylądować samoloty transportowe. Jedynym sposobem dostarczania zaopatrzenia był zrzut  z powietrza, co zmusiło Belgów i Kongijczyków do zmniejszenia o połowę swoich racji żywnościowych. Kilku tragarzy próbowało dostarczyć jedzenie pieszo planując pokonanie 64 km do Sudanu, ale zmarło ze zmęczenia i niedożywienia. Niektórzy oficerowie uciekali się do zdejmowania siatki maskującej ze swoich ciężarówek i przeczesywania rzeki Baro w poszukiwaniu ryb, narażając się w ten sposób na chorobę beri-beri. Włosi, stacjonujący na żyznej ziemi i dobrze zaopatrzeni, nie mieli takich problemów. Belgowie byli również celem regularnych ataków z powietrza.

### Wznowienie belgijskiej ofensywy

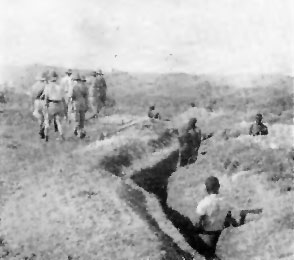
Włoski okop zdobyty przez wojska belgijskie

Sytuacja wojsk belgijsko-kongijskich pozostawała trudna do początku czerwca, kiedy poziom wód w rzekach Baro i Sobat podniósł się na tyle, aby mogły po nich dotrzeć posiłki z Konga. Alianci postanowili wtedy spróbować przerwać włoską linię zaopatrzeniową pomiędzy Saïo i Mogi, drugim miastem na płaskowyżu. Aby utrzymać linię w pobliżu potoku Bortai, Belgowie mogli przeznaczyć tylko około 250 ludzi do ataku. Mieli nadzieję, że odcięcie Włochów pozwoli Brytyjczykom, zatrzymanym w natarciu pod Gidami, ruszyć na południe i otoczyć Saïo. 9 czerwca siły belgijskie zaatakowały Mogi, a ich flanka została osłonięta nadejściem nowego batalionu z Konga. Włoski garnizon, liczący około 300 ludzi, odparł natarcie. Uznając, że miasto można zdobyć tylko wysokim kosztem, Belgowie zamiast ponowienia ataku umocnili swoje pozycje wokół Mogi i wysyłali patrole, aby organizować zasadzki na drodze, którą zaopatrywano Saïo.
Na głównym froncie ppłk Dronkers-Martens rozkazał swoim żołnierzom zintensyfikować działania patrolowe na płaskowyżu Saïo, aby Włosi wierzyli, że mają do czynienia z większymi siłami. Użyli taktyki uderz i uciekaj, unikając ostrzału z nieprzyjacielskich baterii i pozostawiając Włochów z wrażeniem, jakby mieli do czynienia z wieloma stałymi punktami ognia przeciwnika. Gazzera potroił wielkość garnizonu Mogi, a Włosi zaczęli ograniczać swoje działania, gdy Belgowie stawali się odważniejsi. Ostatecznie South African Air Force (SAAF, Siły Powietrzne Afryki Południowej) wysłały trzy dwupłatowce Hawker Hart do regularnego bombardowania fortecy Saïo i ostrzału okolicznych dróg. Na wschodzie siły brytyjskie naciskały dalej, zmuszając Gazzerę do opuszczenia własnej kwatery głównej w Dżimmie w połowie czerwca i wycofania się do Saïo. 2/6 Pułk Królewskich Strzelców Afrykańskich zajął Gidami i skierował się na południowy wschód, aby przeciąć drogę Saïo–Yubdo. Pod koniec miesiąca Brytyjczycy wyparli Włochów z zachodniego brzegu rzeki Didessa. Włoskie 23 i 26 Dywizje kolonialne otrzymały rozkaz wycofania się przez Yubdo, aby bronić się do końca w Saïo. Ulewny deszcz, działania partyzantów i naloty SAAF zwiększyły ich problemy.

### Ostateczny atak i kapitulacja Włochów

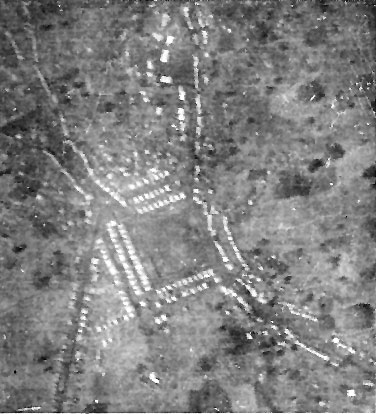
Widok z lotu ptaka na twierdzę Saïo

Gen. mjr Auguste Gilliaert przybył z Konga przed końcem miesiąca. 27 czerwca gen. William Platt, posuwający się naprzód z siłami brytyjskimi z Sudanu, nakazał Belgom zaatakować pozycje włoskie, jeśli tylko nadarzy się okazja, a Gilliaert natychmiast podjął przygotowania do ofensywy. Plany zdobycia Mogi zostały porzucone, a Belgowie mieli skoncentrować swoje wysiłki wyłącznie przeciwko Saïo, więc wszyscy oprócz 50 żołnierzy oblegających Mogi zostali przeniesieni.

Oparłem nasze szanse na sukces na ciągłym utrzymywaniu agresywnej aktywności wzdłuż potoku Bortai na odcinku Mogi, a także na przyjęciu maksymy Kitchenera, że można próbować wszystkiego przeciwko wrogowi, który nie chce się ruszyć – Gilliaert

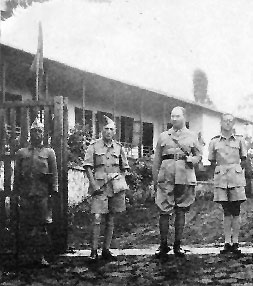
Gen. mjr Gilliaert i płk Dronkers-Martens we włoskiej kwaterze głównej w Saïo

Uznając, że brytyjski pościg jest bliżej niż w rzeczywistości, Gazzera nakazał wysadzenie mostu na rzece Indina 64 km na wschód od Saïo, tym samym uwięził własne siły w pułapce. Choć wciąż miał przewagę liczebną, Belgowie zdecydowali się kontynuować swoją ofensywę. 2 lipca przeprawili się przez potok Bortai. Następnego dnia o świcie belgijskie stanowiska na pierwszej linii otworzyły ogień w stronę Saïo, a pół godziny później do akcji włączyła się belgijska artyleria. Włosi odpowiedzieli ciężkim ogniem własnej artylerii. Belgijski batalion ruszył w stronę włoskich gniazd karabinów maszynowych na dwóch zajmowanych od kwietnia wzgórzach. Batalion rezerwowy osłaniał ich lewą flankę, a Gilliaert wysłał trzeci batalion pod dowództwem Van der Meerscha na prawą flankę „kozią ścieżką” wyznaczoną przez patrole w ciągu wcześniejszych dwóch tygodni. Dwie baterie artyleryjskie dały im ogień osłonowy. Belgowie zdobyli wzgórza, a Włosi, flankowani po lewej stronie przez wojska Van der Meerscha, nie byli w stanie wrócić do swoich fortyfikacji na szczycie góry Saïo. Gdy droga Saïo–Gambela znajdowała się pod ostrzałem artylerii, wycofali się na równiny po swojej prawej stronie. W międzyczasie 2/6 Pułk Królewskich Strzelców Afrykańskich przypuścił atak na drogę Saïo–Yubdo, kontynuując go z powodzeniem przez cały następny dzień.
Włosi myśleli, że stoją w obliczu trzech belgijskich dywizji z południowoafrykańskimi posiłkami. Zostały im również zapasy tylko na dwa miesiące. Gazzera przekazał aliantom w Addis Abebie swoje zamiary negocjowania kapitulacji z Belgami. Belgowie szykowali się do kolejnego ataku, gdy o 13:40 dwa samochody sztabowe z białymi flagami zjechały z góry. Było w nich ośmiu włoskich generałów, katolicki ksiądz i szef sztabu Gazzery. Gilliaert spotkał się z nimi w niewielkiej odległości od potoku Bortai niedaleko Gambeli. Włosi zażądali zaprzestania wszelkich działań wojennych na południe od Błękitnego Nilu i oddania ich żołnierzom honorów wojskowych. Gilliaert zgodził się i 6 lipca wjechał do Saïo, aby odebrać formalną kapitulację wojsk włoskich.

## Następstwa

### Analiza

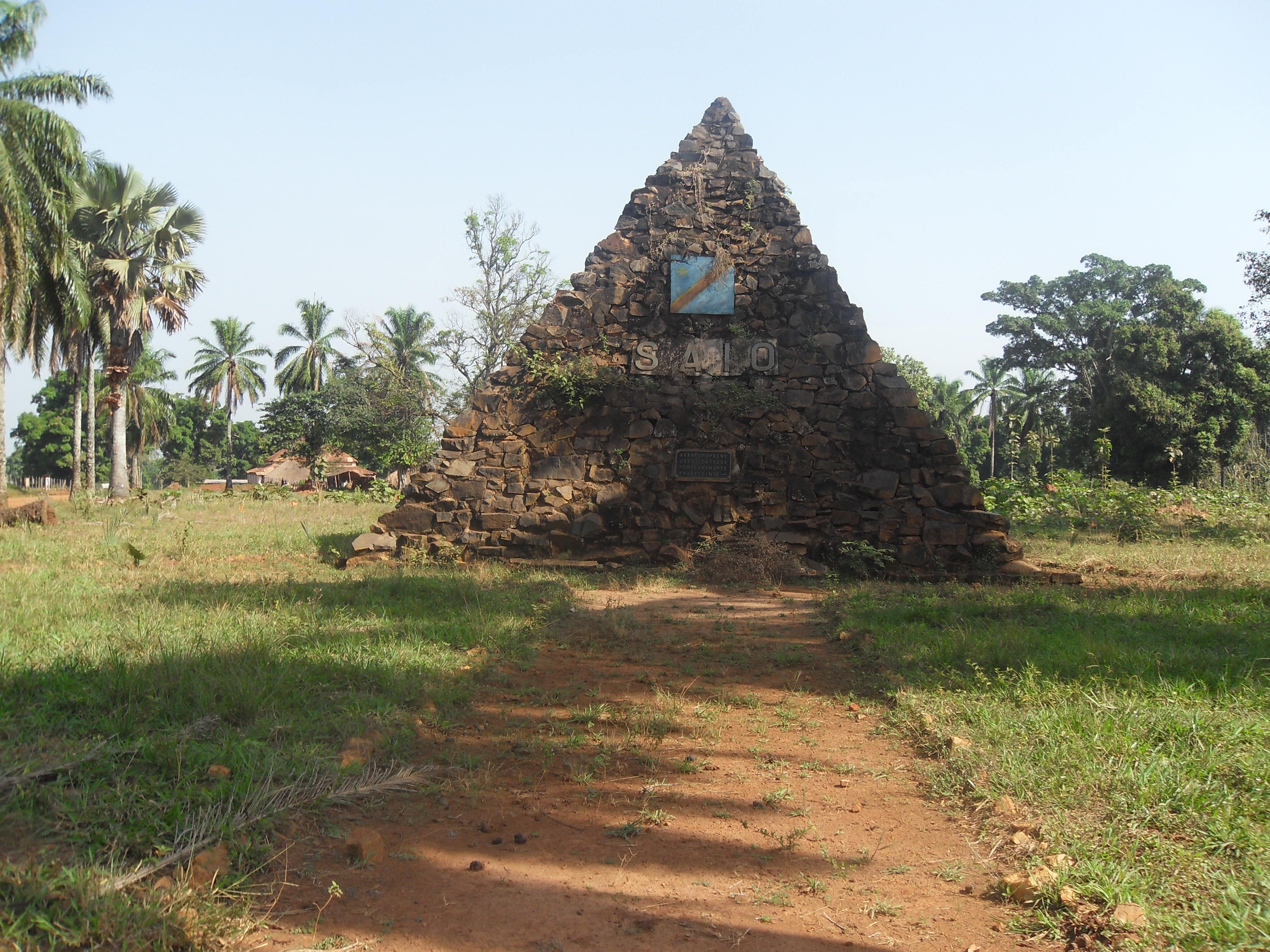
Kongijski pomnik upamiętniający walki w Asosie, Gambeli i Saïo w Faradje

Po kapitulacji Gazzery, Gondar stał się ostatnim obszarem w Etiopii pozostającym pod kontrolą Włochów. Targ w Saïo zostały ponownie otwarty trzy dni po zakończeniu działań wojennych, a belgijscy inżynierowie naprawili drogę Saïo–Gambela. Na prośbę Gazzery, Gilliaert zapewnił erytrejskim Askarysom bezpieczne przejście do brytyjskich obozów jenieckich na wschodzie i wysłał kongijskich strażników, aby chronili ich przed etiopskim odwetem. Siły belgijskie szybko wróciły do Konga z łupami wojennymi. Oblężenie było pierwszym wielkim zwycięstwem Wolnych Sił Belgijskich i znacznie poprawiło ich morale.
Dziennikarz George Weller z „Chicago Daily News” udał się na front i przeprowadził wywiady z uczestnikami wyprawy belgijsko-kongijskiej. Następnie napisał kilka artykułów o kampanii i wysłał je z Léopoldville do Stanów Zjednoczonych. Rząd belgijski powtórzył jego relację w broszurze, która została rozprowadzona, ale zdobyła niewielką popularność.

### Straty
Siły belgijsko-kongijskie straciły w tej bitwie 462 ludzi, 80 proc. z nich z powodu chorób. Szacowano, że Włosi stracili w tym czasie trzy razy więcej ludzi. W sumie 6454 żołnierzy włoskich zostało wziętych do niewoli, w tym Gazzera, ośmiu innych generałów i 3500 Askarysów, wraz z 20 działami, 200 karabinami maszynowymi, 250 ciężarówkami i 500 mułami. Liczące tylko ok. 3000 żołnierzy i 2000 nieuzbrojonych tragarzy, siły belgijsko-kongijskie musiały po zakończeniu kampanii sprawować kontrolę nad 15 000 więźniów w byłym gubernatorstwie Galla–Sidamo.

### Pamięć
W 1943 roku w Faradje w Kongu Belgijskim wzniesiono trójboczną piramidę upamiętniającą działania Kongijczyków w Etiopii. Na każdej ścianie piramidy została wyryta nazwa jednego miejsca, w którym miały miejsce walki, w tym Saïo. Wiele miejsc w całym kraju – obecnie Demokratycznej Republice Konga – nosi nazwy tej bitwy